# Алешево (Канаський район)
Але́шево (рос. Алешево, чув. Улюше) — присілок у складі Канаського району Чувашії, Росія. Входить до складу Хучельського сільського поселення.
Населення — 136 осіб (2010; 129 у 2002).
Національний склад:
- чуваші — 100 %